# Settsu (cuirassé)
Le Settsu (摂津), nommé d'après la province de Settsu, est un cuirassé de type Dreadnought de classe Kawachi construit pour la marine impériale japonaise dans les années 1910.  

## Historique
Pendant la Première Guerre mondiale, il bombarde les fortifications allemandes à Tsingtao pendant la bataille de Tsingtao en 1914. Ce sera son seul déploiement durant la Grande guerre. Il est ensuite placé en réserve en 1919 et désarmé en 1922, conformément aux termes du traité naval de Washington. 
Deux ans plus tard, le Settsu est converti en navire cible et joue un rôle mineur au début de la Seconde guerre sino-japonaise en 1937. Au début de la guerre du Pacifique en 1941, le navire est utilisé comme leurre pour tenter de tromper les Alliés sur l'emplacement et les activités des porte-avions japonais. Le Settsu reprit son rôle habituel de navire cible pour le reste de la guerre ; étant gravement endommagé lors d'un raid des porte-avions alliés sur la base du district naval de Kure en juillet 1945. Le navire fut renfloué et mis au rebut en 1946-1947. 